# قطعنامه ۱۶۹ شورای امنیت
قطعنامه ۱۶۹ شورای امنیت سازمان ملل متحد که در تاریخ ۲۴ نوامبر ۱۹۶۱ تصویب شد، سندی بین‌المللی دربارهٔ مسئلهٔ کنگو است. این قطعنامه طی نشست ۹۸۲ام با ۹ موافق، ۰ مخالف و ۲ ممتنع تصویب شد.